# Trombeov zid
Trobeov zid se prvi put pojavio u mjestu Odeju u Pirinejima (Francuska). Félix Trombe je 1965. sagradio kuću s tamnim zidom na južnoj strani, koji je po njemu dobio naziv Trombeov zid. Pomoću ovog zida Trombe je pokazao mogućnost djelotvorne pasivne toplinske pretvorbe Sunčevog zračenja. Trombeov zid je okrenut prema Suncu i zamišljen kao pasivni sunčev kolektor. Zid je istovremeno služio za apsorbiranje topline, za akumulaciju topline i kao tijelo za zagrijavanje unutrašnjih prostorija.
Trombeov zid obično se izrađuje od opeke,betona ili kamena. Na udaljenosti od 2 do 10 cm ispred zida nalazi se staklo. U praksi se koriste dvije konstrukcijske varijante Trombeovog zida: bez otvora i s otvorima pri osnovi i vrhu zida. Nakon prolaska kroz staklo, Sunčevo zračenje pada na Trombeov zid i zagrijava ga. Brzina prenošenja topline s vanjske na unutrašnju stranu zida zavisi od materijala od kojega je napravljen i njegove debljine. S ciljem sprječavanja pretjeranog zagrijavanja prostorija ispred ili iza Trombovog zida, postavljaju se odgovarajući toplinski zastori. Općenito, otvori za prolaz topline u unutrašnjost u ljetnim mjesecima su zatvoreni, kako ne bi došlo do narušavanja toplinskog komfora. Za vrijeme ventilacijskog ciklusa Sunčeva energija se sprema u spremnik, zagrijavajući pritom zračni kanal i uzrokujući cirkulaciju kroz otvor na vrhu i dnu zida. Za vrijeme ciklusa grijanja, Trombeov zid otpušta akumuliranu toplinsku energiju. 
Iskoristljivost Trombeovog zida se povećava ako u toku noći preko njegove vanjske strane spustimo toplinski zastor koji će spriječiti gubitak topline. Za osrednje dobro izoliranu kuću od 100 m2 Trombeov zid može uštediti i do 30% na grijanju.

## Prednosti i nedostatak Trombeovog zida
Prednosti Trombeovog zida:
- ugodna toplina elemenata zgrade (podova, zidova, stropova)
- bez pokretnih dijelova i što je bitno bez održavanja
- relativno lako uključivanje u izgradnju strukture kao unutarnji ili vanjski zid
- jeftini klasični građevinski materijali

Nedostatak Trombeovog zida:
- vanjski zidovi postaju izvor gubitaka topline tijekom dužih oblačnih perioda